# Savages Limited
Savages Limited, vorher Frederick Savage & Co. Ltd. und Savage Bros. Ltd., war ein britisches Maschinenbauunternehmen, das landwirtschaftliches Gerät, Fahrgeschäfte und schwere dampfgetriebene Nutzfahrzeuge herstellte. Der Markenname war Savage.

## Unternehmensgeschichte
Frederick Savage gründete 1850 das Unternehmen in King’s Lynn. 1861 waren 15 Männer und 14 Jungen angestellt. Zehn Jahre später waren die Zahlen auf 58 und 15 gestiegen und weitere zehn Jahre später auf 130 und 31. In den 1880er Jahren lautete die Firmierung Savage Brothers. 1893 wurde daraus Frederick Savage and Co. Am 1. Juli 1898 änderte sich die Firma in Savage Brothers.
Zwischen 1895 und 1913 stellte das Unternehmen Kraftfahrzeuge her. Der Markenname lautete Savage. Genannt werden Traktoren und Lastkraftwagen. Sie hatten einen Dampfmotor.
1915 wurden 49 Flugzeuge vom Typ Airco DH.1 für Airco gefertigt.
1950 wurde Jubiläum gefeiert. Danach verliert sich die Spur des Unternehmens. Ein Buch mit dem Titel Savages Limited, Engineers. A Short History 1850–1964. lässt den Schluss zu, dass das Unternehmen bis 1964 existierte.

## Produkte

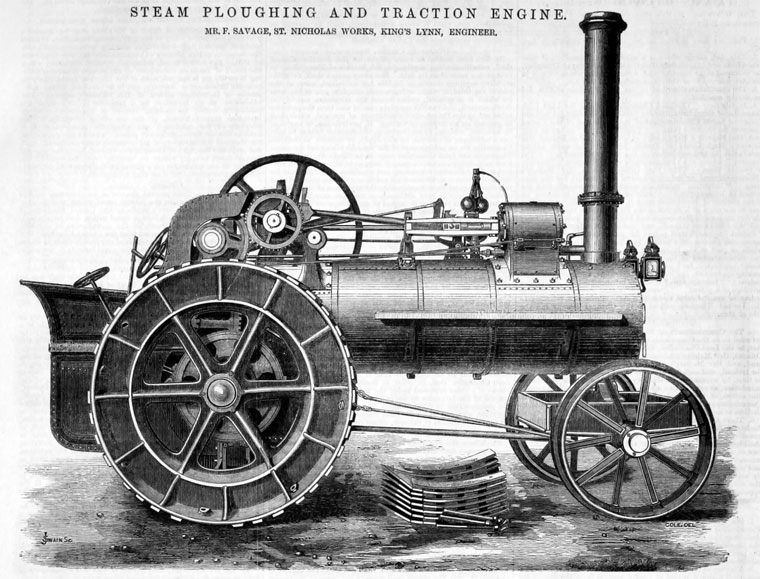
Dampfpflug- und Traktionsmotor (1877)
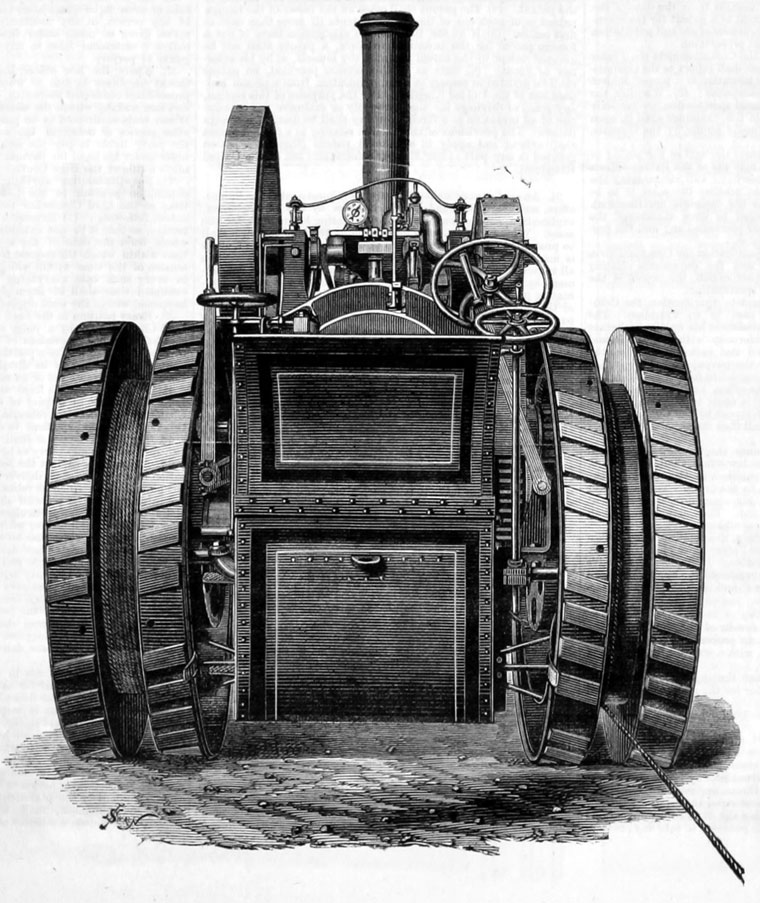
Dampfpflug- und Traktionsmotor (1877)
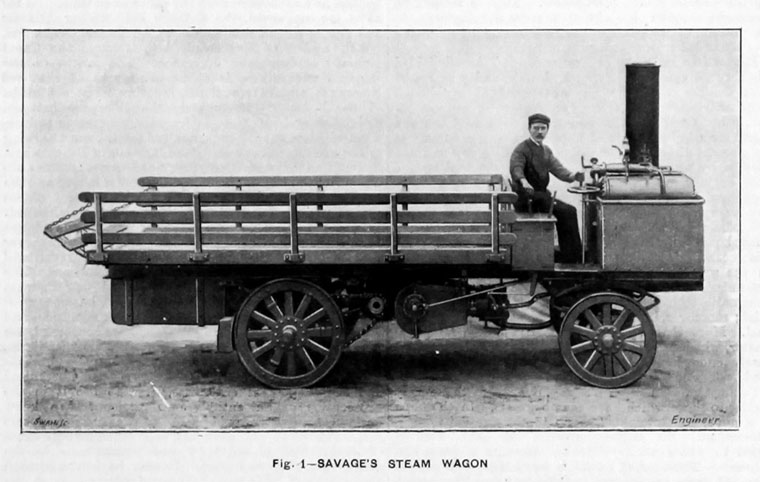
Dampfwagen (1903)
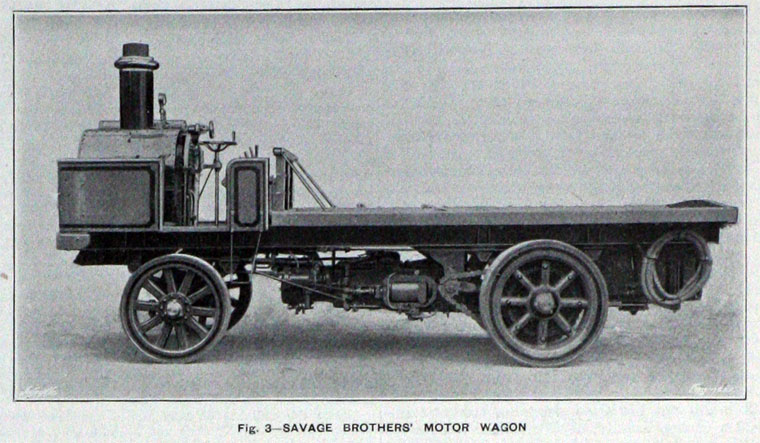
Dampfwagen (1903)
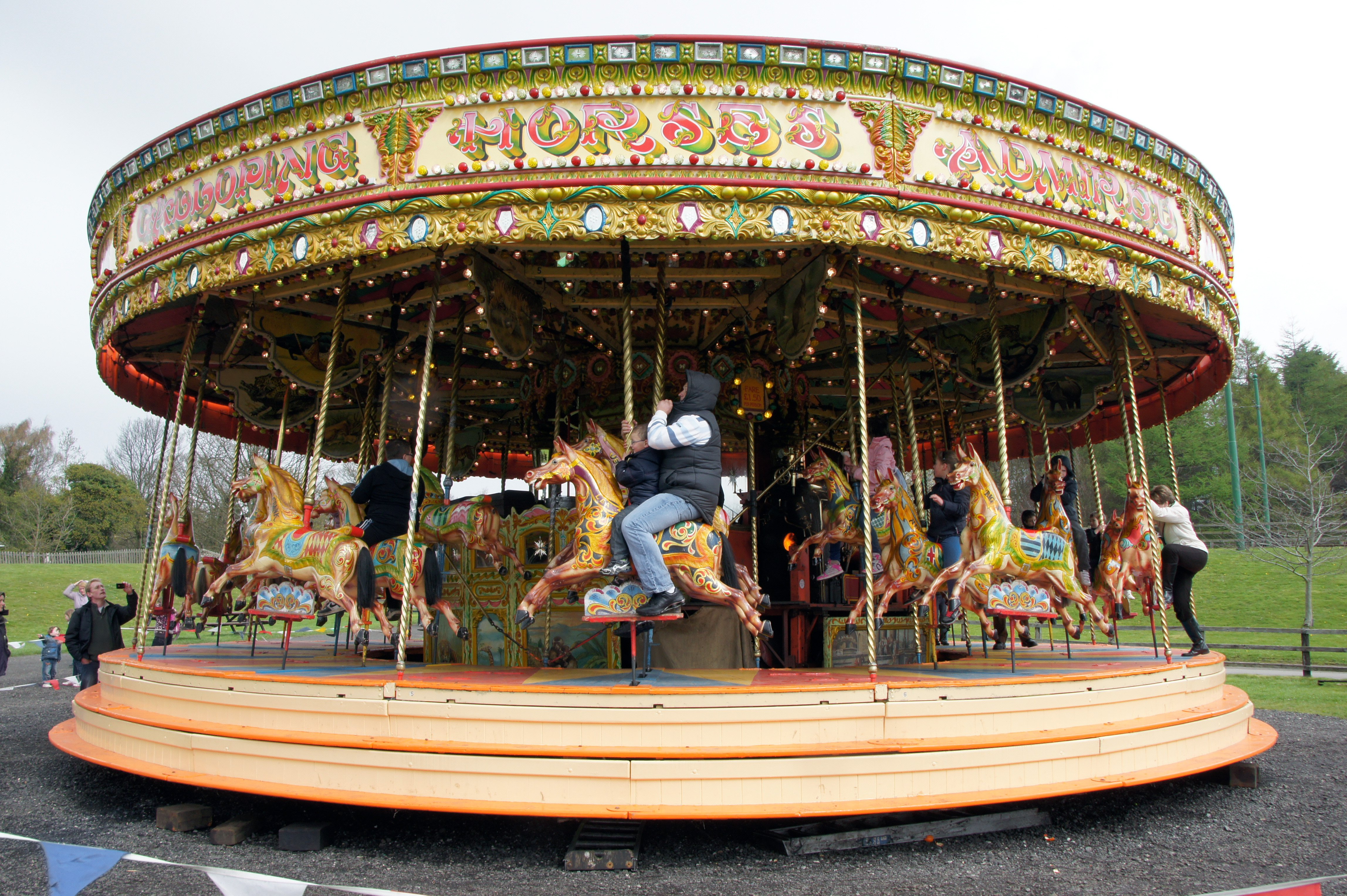
Karussell im Beamish North of England Open Air Museum

Mindestens vier Produkte existieren noch:
- Ein Traktor von 1889 mit dem britischen Kennzeichen AH 5955.[4]
- Eine elektrische Beleuchtungsmaschine von 1891.[5]
- Ein Dampfschiff von 1900.[6]
- Karussell im Beamish